# Robert Irland
Robert Irland, né en Écosse vers 1475, mort à Poitiers le 15 février 1561, membre de la famille Irland, est un jurisconsulte franco-écossais, professeur de droit à l'Université de Poitiers pendant près de soixante ans.
Il était issu d'une vieille famille aristocratique écossaise, les barons de Burnben, second fils d'Alexander Irland de Burnben, de la province de Lorn, et de sa femme Margaret Coutts. Il vint en France vers 1496, compléta ses études à l'Université de Poitiers, y devint docteur en droits civil et canonique, et y obtint dès 1502 une chaire, qu'il conserva jusqu'à sa mort. Il reçut des lettres de naturalisation du roi François Ier en mai 1521. Il était doyen de la faculté de droit en 1533. Il fut reçu échevin de la ville de Poitiers le 21 juin 1550.
Il n'a laissé aucun ouvrage, mais son cours fut très réputé en son temps. Parmi ses auditeurs, on cite : François Roaldès ; Philippe Hurault de Cheverny, futur chancelier de France ; Achille de Harlay, premier président du Parlement de Paris ; Guy Du Faur de Pibrac ; Nicolas Rapin ; Scévole de Sainte-Marthe. François Rabelais parle de lui comme s'il avait suivi ses cours : « Il me advint un jour à Poictiers chez l'Escossoys, Docteur Decretalipotens, d'en lire un chapitre » [des Décrétales]. D'autres auteurs de l'époque parlent de « l'Écossais » de Poitiers.
Parmi ses auditeurs, il y eut aussi Éguiner Baron, qui devint son collègue à Poitiers dans les années 1530. Baron lui dédia son ouvrage intitulé Économie des Pandectes dans une épître datée du 25 décembre 1535 : « Spectabili viro utriusque Juris Doctori apud Pictavos Decano, Professionis legalis jure Comiti, & Præceptori suo Consultissimo D. Roberto Irlando Scoto Eguinarius Baro Leonensis ». Il y joignit une épigramme où il compare Irland aux plus grands hommes de l'Antiquité, avec ce distique conclusif : « Vere, Irlande, es homo Cynicus quem non face quondam/ Accensa medio repperit ille die ».
Il se maria deux fois : à Marie Saveteau, de qui il eut un fils, Jean Irland, seigneur de Beaumont, qui fut conseiller au Parlement de Bretagne, et tige de la famille Irland de Beaumont, dont plusieurs membres occupèrent la charge de lieutenant général criminel de Poitiers jusqu'au XVIIIe siècle ; à Claire Aubert, dont il eut deux fils, Louis et Bonaventure. Ce dernier (1551- † v. 1612) fut aussi professeur de droit à l'Université de Poitiers à partir de 1579, puis conseiller au présidial.
L'actuelle rue des Écossais, à Poitiers, est ainsi nommée parce que l'hôtel de la famille Irland s'y trouvait.